# (14363) 1988 RB2
(14363) 1988 RB2 est un astéroïde de la ceinture principale d'astéroïdes découvert en 1988.

## Description
(14363) 1988 RB2 a été découvert le 8 septembre 1988 à l'observatoire Kleť, en République tchèque, en Bohême-du-Sud, par Antonín Mrkos.

### Caractéristiques orbitales
L'orbite de cet astéroïde est caractérisée par un demi-grand axe de 2,30 UA, un périhélie de 1,83 UA, une excentricité de 0,21 et une inclinaison de 2,73° par rapport à l'écliptique. Du fait de ces caractéristiques, à savoir un demi-grand axe compris entre 2 et 3,2 UA et un périhélie supérieur à 1,666 UA, il est classé, selon la JPL Small-Body Database, comme objet de la ceinture principale d'astéroïdes.

### Caractéristiques physiques
(14363) 1988 RB2 a une magnitude absolue (H) de 14,8 et un albédo estimé à 0,378.